# WaHu Student Apartments
WaHu Student Apartments (también conocido simplemente como WaHu o Wahu ) es un edificio de apartamentos residencial de lujo ubicado en Mineápolis, la ciudad más poblada del estado de Minnesota (Estados Unidos). Se anunció por primera vez en 2012 con la intención de atender a la población del campus de la cercana Universidad de Minnesota. El complejo comprende 327 unidades residenciales dentro de tres torres de apartamentos. También contiene espacio comercial designado, actualmente alquilado por inquilinos como Bank of America, Blaze Pizza y restaurantes locales.
Su nombre es una combinación de las dos carreteras en su intersección adyacente, Huron Boulevard Southeast y Washington Avenue Southeast. WaHu Student Apartments está ubicado en el vecindario Stadium Village de Mineápolis, construido sobre el sitio de una antigua clínica de plasma sanguíneo que contribuyó a varios retrasos en la construcción del complejo. Entre sus vecinosestán el TCF Bank Stadium y la estación de tren ligero Stadium Village. La construcción finalizó en agosto de 2015, a tiempo para el inicio del año académico.

## Construcción
WaHu Student Apartments fue diseñado por el estudio de arquitectura BKV Group, con sede en Mineápolis. El proyecto se discutió por primera vez en 2012, junto con los planes para reubicar los negocios actuales en el sitio, incluido un centro de donación de plasma sanguíneo llamado CSL. Se calculó que la construcción se completaría en 2014 a tiempo para el inicio del año académico, aunque luego se retrasó hasta 2015 debido a la decisión de CSL de completar su contrato de arrendamiento original, que finalizó en agosto de 2014. En 2012 la clínica de plasma inicialmente exploró opciones de reubicación, pero la ciudad de Mineápolis desaprobó un plan para reubicarla en un lote al otro lado de la calle.
El cliente de WaHu Student Apartment era el desarrollador local de apartamentos CPM Development, la compañía detrás de otros 15 proyectos de vivienda en Mineápolis. Daniel Oberpriller, cofundador de CPM Development, anunció formalmente el proyecto a mediados de 2013 y lo etiquetó como un proyecto de vivienda de lujo para estudiantes.

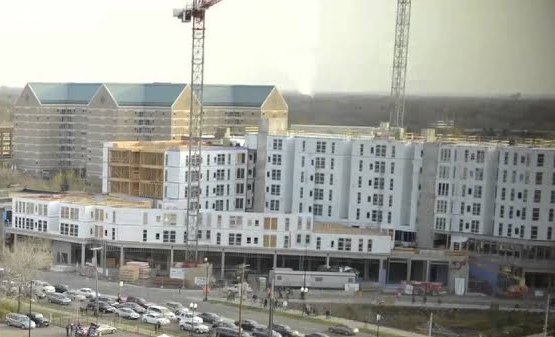
WaHu en construcción en 2014

CSL Plasma impidió que comenzara la construcción del sitio debido a que no lograba encontrar una nueva sede. El 20 de septiembre de 2013, la revista Finance & Commerce confirmó que esta arrendó un espacio dividido en zonas para la investigación médica, lo que permitió comenzar a trabajar en los WaHu Student Apartments, a partir de diciembre de 2013.
La construcción se completó en agosto de 2015. Sus constructores fueron North Bay Companies y Reuter Walton Development. Cardinal Group Companies administra las unidades residenciales de WaHu Student Apartments, y Colliers International los locales comerciales.

## Diseño y ubicación

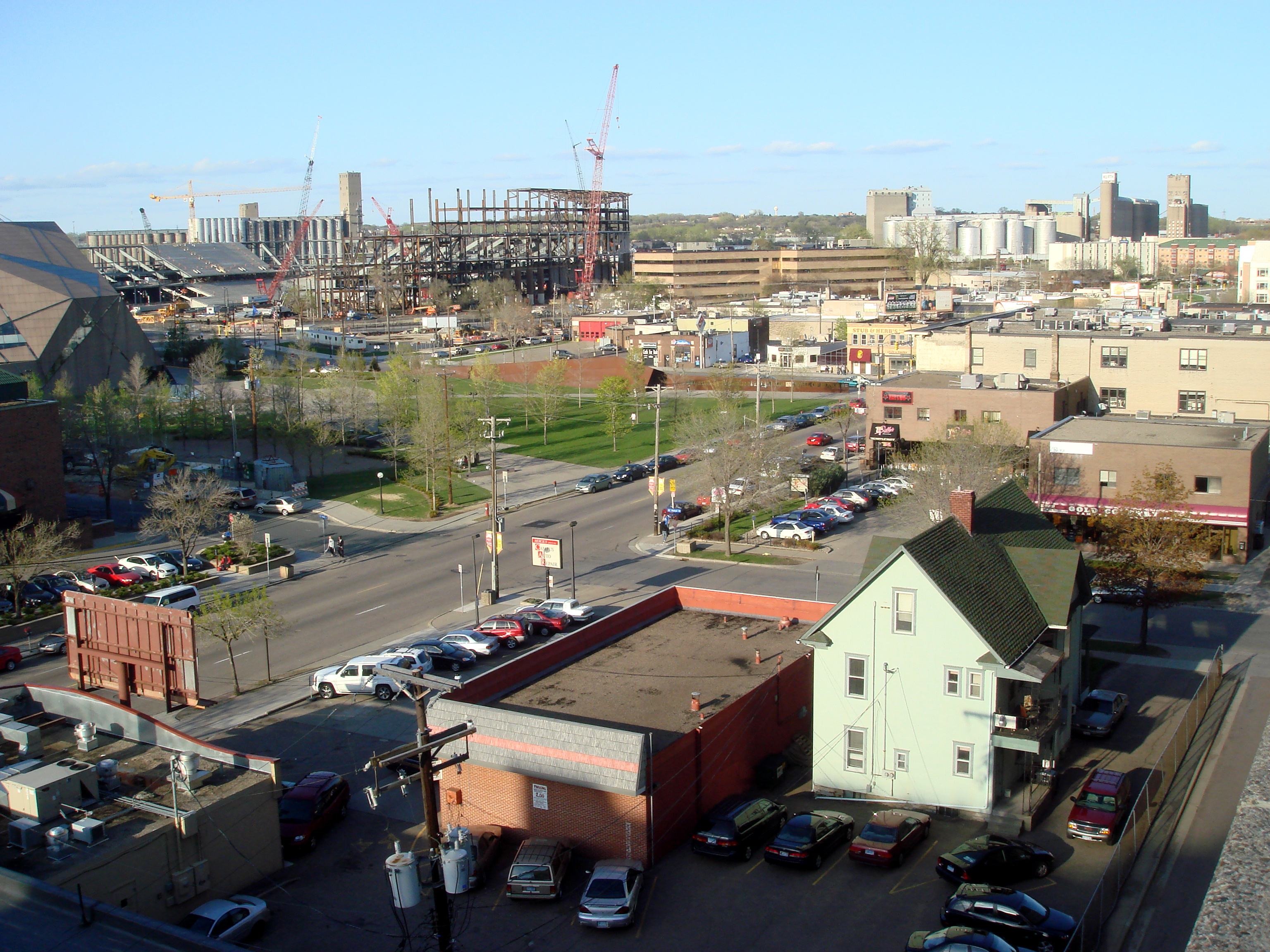
WaHu Student Apartments está ubicado dentro del vecindario Stadium Village de Mineápolis.

WaHu Student Apartments consta de once pisos con un total de 327 unidades residenciales. Con un diseño angular, tiene dos torres residenciales de 6 pisos y una de 11 pisos. Los apartamentos van desde estudios hasta unidades de cuatro dormitorios y cuatro baños. La altura máxima de la torre más alta es de 40 m, comparable a los edificios de apartamentos vecinos en Stadium Village.
El primer piso del complejo de apartamentos tiene 2230 m²  de espacio comercial alquilable, destinado a restaurantes, bares y tiendas. Los inquilinos incluyen Blaze Pizza, Bank of America, Sprouts Salad Company y la casa de té de burbujas MuMu, anteriormente llamada Bambu. Otros dos espacios comerciales disponibles están vacías.
El diseño del complejo tiene elementos de arquitectura moderna, con materiales como vidrio, paneles de metal, revestimiento de metal y paneles de cemento. Los escaparates del primer piso tienen grandes cantidades de vidrio, con ciertas secciones de ventanas que se repiten hacia arriba hasta el undécimo piso.
WaHu Student Apartments está ubicado en la intersección de Huron Boulevard Southeast y Washington Avenue Southeast, junto a otros proyectos de viviendas para estudiantes como Stadium View Apartments, Solhaus y Solhaus Tower. Ubicado en el vecindario Stadium Village de Mineápolis, fue construido en el sitio del antiguo centro de donación de plasma y un restaurante Arby's. WaHu Student Apartments se encuentra junto al TCF Bank Stadium la Universidad de Minnesota y al otro lado de la calle de la estación Stadium Village de la línea de tren ligero Metro Green Line. Según funcionarios de la ciudad de Mineápolis, el proyecto cumplía con el "plan maestro" de la universidad para viviendas para estudiantes, que exige proyectos residenciales con densidades de unidades y alturas de construcción similares.